# Le Joyeux Noël d'Harold et Kumar
Série
Harold et Kumar s'évadent de Guantanamo
(2008)
Pour plus de détails, voir Fiche technique et Distribution.
Le Joyeux Noël d'Harold et Kumar (ou Harold et Kumar fêtent Noël en 3D au Québec ; (A Very Harold and Kumar 3D Christmas) est un film de Noël comique américaine de Todd Strauss-Schulson, sortie en 2011. Il s'agit de la suite d'Harold et Kumar s'évadent de Guantanamo.

## Synopsis
Six ans ont passé depuis que Harold et Kumar ont quitté Guantanamo Bay. Pendant ce temps, ils ont grandi à part et mené une vie différente avec leurs familles et amis.
C'est donc une surprise pour Harold lorsque Kumar vient sonner à sa porte pendant la saison des vacances, avec un mystérieux paquet dans la main. Après avoir brûlé accidentellement l'arbre de Noël du beau-père d'Harold, Harold et Kumar se lancent dans une mission à travers New York pour trouver l'arbre de Noël parfait.

## Fiche technique
- Titre original : A Very Harold and Kumar 3D Christmas
- Titre français : Le Joyeux Noël d'Harold et Kumar
- Titre québécois : Harold et Kumar fêtent Noël en 3D
- Réalisation : Todd Strauss-Schulson
- Scénario : Jon Hurwitz et Hayden Schlossberg
- Photographie : Michael Barrett
- Montage : Eric Kissack
- Musique : William Ross
- Production : Greg Shapiro
- Société de production : Kingsgate Films
- Société de distribution : Warner Bros.
- Budget : 19 millions de dollars
- Pays d'origine :  États-Unis
- Langue originale : anglais
- Format : couleur - 35 mm - 2,35:1 - son Dolby Digital / DTS / SDDS
- Durée : 89 minutes[1], 96 minutes (version prolongée)
- Dates de sortie : 
  -  États-Unis /  Canada : 4 novembre 2011

## Distribution
- Kal Penn (VQ : Sébastien Reding) : Kumar Patel
- John Cho (VQ : Philippe Martin) : Harold Lee
- Neil Patrick Harris (VQ : Joël Legendre) : Neil Patrick Harris[2],[3]
- RZA : Lamar
- David Burtka : lui-même
- Jordan Hinson (VQ : Kim Jalabert) : Mary
- Thomas Lennon (VQ : Jean-François Beaupré) : Todd
- Danny Trejo (VQ : Manuel Tadros) : M. Perez
- Danneel Harris (VQ : Geneviève Désilets) : Vanessa
- Amir Blumenfeld (VQ : Jean-Philippe Baril-Guérard) : Adrian
- Jake Johnson : Jesus
- Paula Garcés : Maria
- Eddie Kaye Thomas : Rosenberg
- David Krumholtz : Goldstein
- Elias Koteas : Sergei Katsov
- Patton Oswalt